# Роквілл (Небраска)
Роквілл (англ. Rockville) — селище (англ. village) в США, в окрузі Шерман штату Небраска. Населення — 89 осіб (2020).

## Географія
Роквілл розташований за координатами 41°7′7″ пн. ш. 98°49′52″ зх. д. / 41.11861° пн. ш. 98.83111° зх. д. (41.118479, -98.831076).  За даними Бюро перепису населення США в 2010 році селище мало площу 0,58 км², уся площа — суходіл.

## Демографія
Згідно з переписом 2010 року, у селищі мешкало 106 осіб у 52 домогосподарствах у складі 30 родин. Густота населення становила 184 особи/км².  Було 60 помешкань (104/км²).
Расовий склад населення:
| - 99,1 % — білих - 0,9 % — азіатів |

До двох чи більше рас належало 0,0 %. Частка іспаномовних становила 0,0 % від усіх жителів.
За віковим діапазоном населення розподілялося таким чином: 20,8 % — особи молодші 18 років, 55,6 % — особи у віці 18—64 років, 23,6 % — особи у віці 65 років та старші. Медіана віку мешканця становила 45,0 року. На 100 осіб жіночої статі у селищі припадало 120,8 чоловіків;  на 100 жінок у віці від 18 років та старших — 115,4 чоловіків також старших 18 років.
Середній дохід на одне домашнє господарство  становив 45 682 долари США (медіана — 35 625), а середній дохід на одну сім'ю — 45 664 долари (медіана — 36 250). За межею бідності перебувало 5,8 % осіб, у тому числі 0,0 % дітей у віці до 18 років та 0,0 % осіб у віці 65 років та старших.
Цивільне працевлаштоване населення становило 47 осіб. Основні галузі зайнятості: освіта, охорона здоров'я та соціальна допомога — 53,2 %, роздрібна торгівля — 19,1 %, виробництво — 6,4 %, транспорт — 4,3 %.